# غريغوري بايزلي
غريغوري بايزلي (بالفرنسية: Grégory Paisley)‏ (مواليد 7 مايو 1977 في باريس - فرنسا) لاعب كرة قدم فرنسي يلعب حاليا لصالح نادي الدرجة الأولى نيس الفرنسي منذ 2009 في مركز قلب الدفاع .

## روابط خارجية
- غريغوري بايزلي على موقع رابطة كرة القدم الفرنسية للمحترفين (الإنجليزية)
- غريغوري بايزلي على موقع قاعدة بيانات كرة القدم.إي يو (الإنجليزية)